# Ібн аль-Хатіб
Лісан аль-Дін ібн аль-Хатіб (16 листопада 1313 — 1374) — політик, історик, науковець, письменник, поет часів розквіту Гранадського емірату. Повне ім'я Мухаммед ібн Абдаллах ібн Саїд ібн Алі ібн Ахмад ал-Салмані.

## Життєпис
Походив із заможної та впливової арабської родини з Ємену. Його батько перебував на службі еміра Абу'л-Валіда Ісмаїла. Народився у м. Лоха, неподалік від Гранади. Навчався в університеті Феса. У 1340 році його батько загинув у битві при Саладо проти християнських держав. Того ж року став секретарем міністра Абу'л Хасан ібн Хайяба. Поступово виявив державницькі здібності
З 1349 року виконував функції візира і секретаря канцелярії Мухаммеда V, володаря Гранадського емірату, в період її розквіту. У 1358 році внаслідок конфлікту з еміром заарештовано, але у 1359 році звільнено на прохання свого друга ібн Марзука, секретаря маринідського султана Мухаммеда II.
У 1360 році вимушений був залишити державу, перебравшися до двору султана Марокко — м. Фес. У 1362 році повернувся до Гранади, де знову обійняв посаду візира. У 1371 році, вступивши в конфлікт зі своїм протеже і наступником візиром ібн Самраком, він змушений був тікати до Фесу. Мешкав потім у Сеуті та Тлемсені при дворі династії Маринідів — султана Абу Зайяна Мухаммеда III.
Згодом знову перебрався до Фесу. У травні або червні 1374 року після смерті його покровителя султана Мухаммеда ас-Саїда його було схоплено за наказом нового султана Абу'л-Аббаса Ахмада, потім звинувачено в єресі і за рішенням Ради Шури страчено (задушено).

## Творчість
Автор близько 60 праць з історії, географії, філософії, медицині, літературі. У його доробку тисячі віршів, а також багатьох поетичних збірок. Низка з них була перекладена на музику (мувашша).
Ібн аль-Хатіб головним чином відомий своїм історіографічним творчістю: його «Аль-Іхата фі таріх Гарната» («Оповідання з історії Гранади») є найважливішим джерелом, необхідним для вивчення історії Гранади, оскільки містить біографії осіб, діяльність яких пов'язана з Гранадою. Іншу працю — «Амаль аль-Алам», яка викладає історію ісламу — не встиг закінчити. Є автором «Таріх Ісбанійя аль-ісламійя» («Історії мусульманської Іспанії»).
Він залишив також значну епістолярну спадщину, праці з медицини і філософії. У медицині розвивав думку щодо передачі хвороби внаслідок тісного контакту. У 1348 році під час пандемії чуми Чорна смерть вперше рекомендував застосування карантину, ізолювання хворих, спалювати трупи померлих.